# Johann Lukas Schönlein

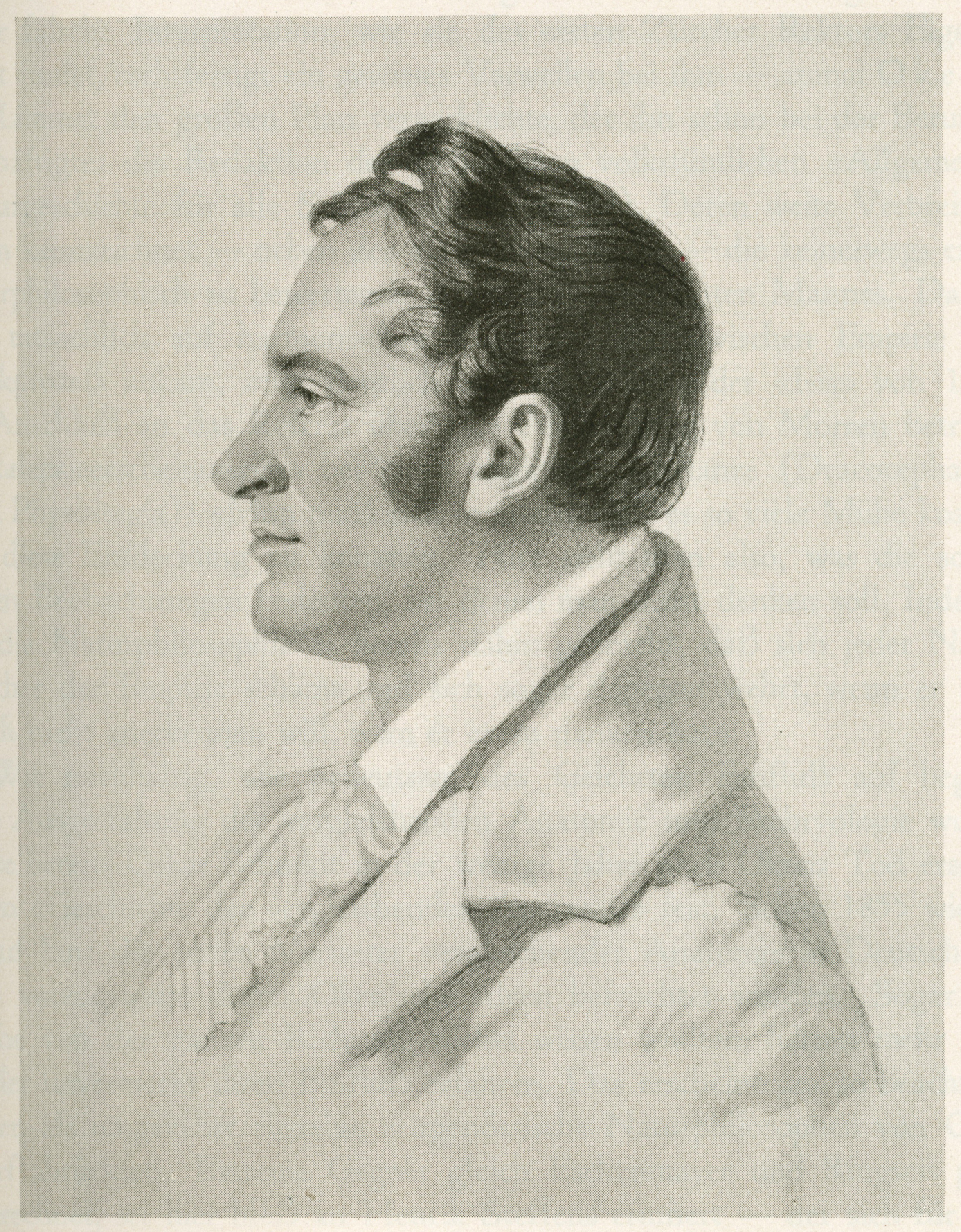
Johann Lukas Schönlein, vor 1840

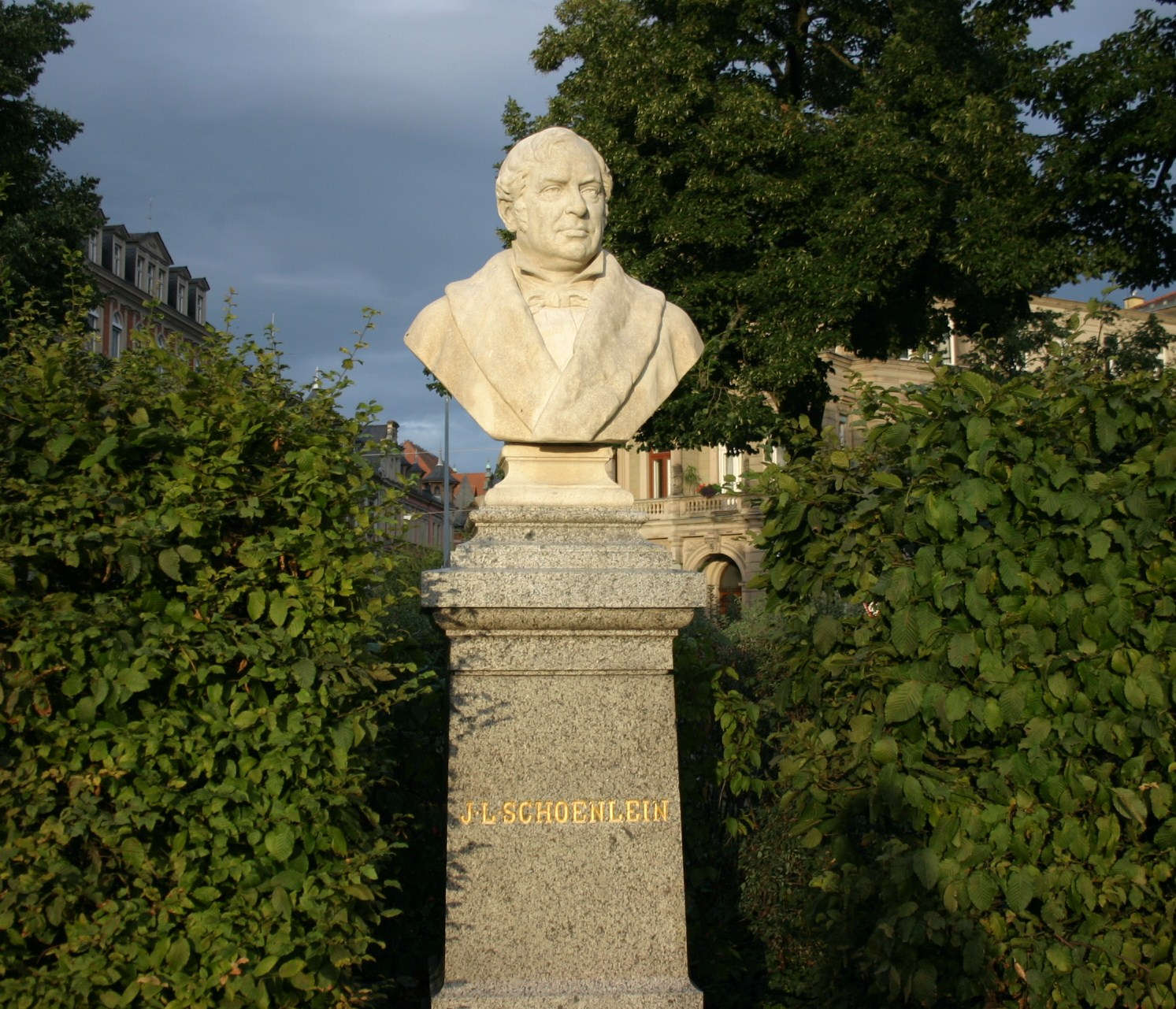
Büste Schönleins in Bamberg am Schönleinsplatz

Johann Lukas Schönlein oder Johann Lucas Schönlein, geboren als Johann Schönlein (* 30. November 1793 in Bamberg; † 23. Januar 1864 ebenda), war ein deutscher Mediziner, Internist und Pathologe, Hochschullehrer (Professor der Medizin und Lehrstuhlinhaber), Medizinhistoriker, Mäzen und Paläobotaniker. Sein offizielles botanisches Autorenkürzel lautet „Schönl.“ Schönlein steht für die Wende vom naturphilosophischen zum naturwissenschaftlichen Arzttum und gilt als Begründer der modernen klinischen Methode in Deutschland.

## Leben

### Ausbildung
Johann Schönlein, Sohn eines Seilermeisters, wurde in 1793 in Bamberg geboren, wo er das Gymnasium besuchte. Er studierte Naturwissenschaften und Medizin, ab 1811 in Landshut (unter anderem bei Andreas Röschlaub, Friedrich Tiedemann und dem Chirurgen und Pathologen Philipp Franz von Walther) und von 1813 bis 1816 in Würzburg (unter anderem bei dem Anatomen und Physiologen Ignaz Döllinger). Schönlein war Mitglied einer geheimen Studentenverbindung. Den zweiten Vornamen Lucas bzw. Lukas (nach dem Apostel und Ärztepatron) gab er sich selbst. 1816 verfasste er bei Döllinger seine Dissertation Von der Hirnmetamorphose über vergleichende embryonale Gehirnentwicklung bei Säugetieren und Menschen. Es folgten zwei praktische Jahre am Allgemeinen Krankenhaus in Bamberg, sowie in Jena (bei Lorenz Oken), Göttingen und München. Seine Proberelation (dem heutigen medizinischen Staatsexamen entsprechend) bestand er 1817 in Würzburg.

### Würzburg

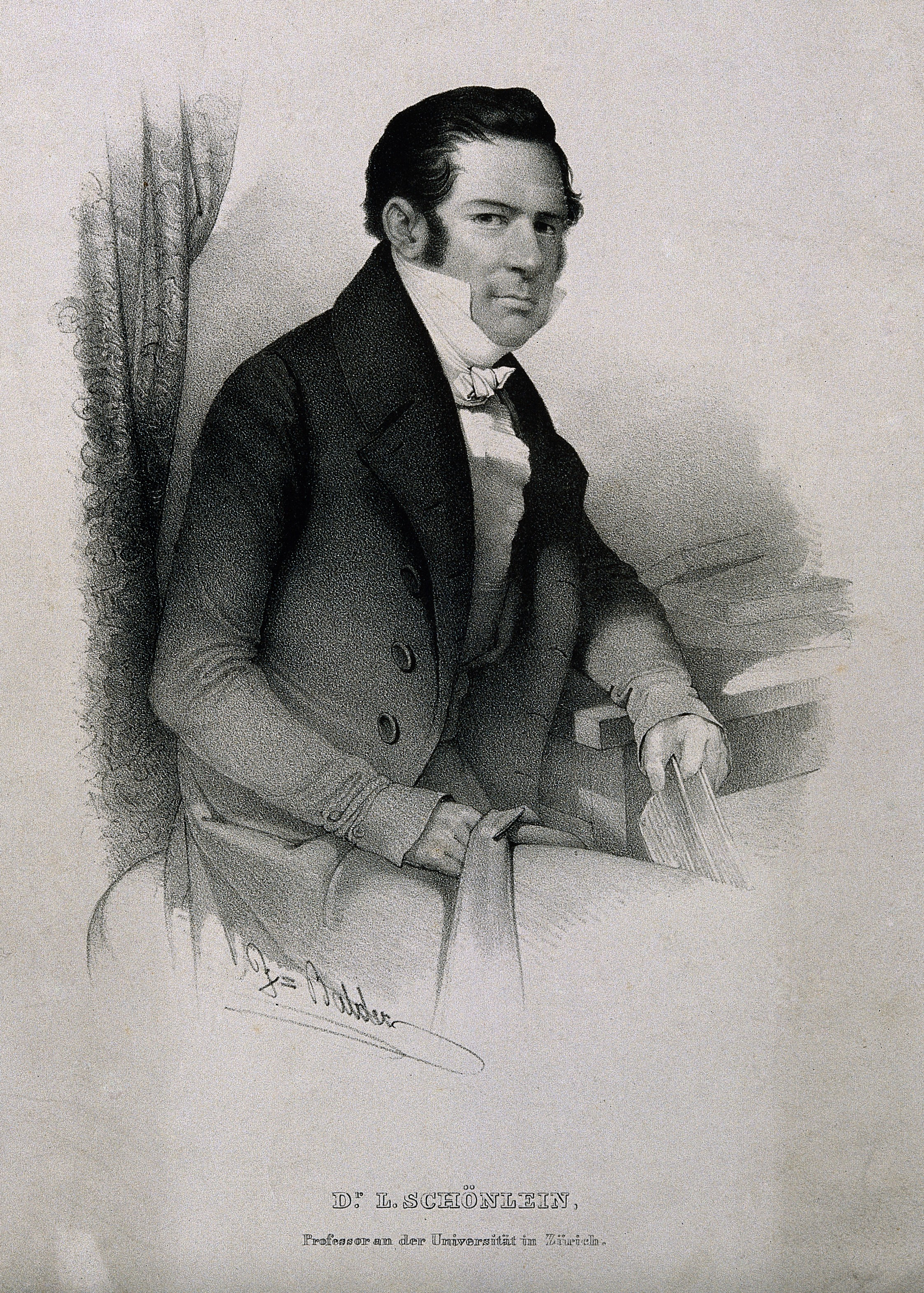
Johann Lukas Schönlein

Im Jahr 1817 habilitierte er sich an der Universität Würzburg für die Pathologische Anatomie. Als erster Privatdozent dieses Faches Deutschlands lehrte er ab 1817 in Würzburg im Gartenpavillon des Juliusspitals, wo bereits 1720 anatomische und chirurgische Demonstrationen stattgefunden hatten. Eine von ihm 1818 angestrebte Stelle als Würzburger Stadtphysikus erhielt sein Mitbewerber Georg Ernst Vend (1781–1831). 1819 wurde der Oberarzt Schönlein, diesmal gegenüber seinem Mitbewerber Vend bevorzugt, außerordentlicher Professor für Innere Medizin bzw. für spezielle Therapie, hielt zunächst stellvertretend für den erkrankten Nicolaus Anton Friedreich den klinischen Unterricht und wurde mit der provisorischen Leitung der über etwa 200 Betten verfügenden Medizinischen Klinik des Juliusspitals betraut. Im selben Jahr erhielt er auch eine Ehrenpromotion von der Philosophischen Fakultät. Einen Ruf nach Freiburg im Breisgau lehnte er ab. 1824 wurde er ordentlicher Professor für Spezielle Pathologie und Therapie und ab 21. Juni 1826 (nach der endgültigen Emeritierung Friedreichs und dem Eintritt Anton Müllers in den Ruhestand) auch Leiter der Medizinischen Klinik bzw. der medizinisch-klinischen Anstalten des Juliusspitals, wo er nach der 1825 erfolgten Pensionierung Anton Müllers wie schon in den Sommersemestern 1822 und 1823 im Rahmen seiner Vorlesung über „Spezielle Therapie“ zu einem geringen Teil auch die von ihm ansonsten mit nur wenig Engagement betriebene Psychiatrie lehrte, wobei Thomas August Ruland ab dem Wintersemester 1823/1824 die Vorlesungen über psychiatrische Krankheiten übernommen hatte. 1826/1827 vertrat Schönlein die Medizinische Fakultät als Dekan.
Zu Schönleins vielen Schülern am Juliusspital, zu deren Ausbildung er auch einen konsequenten Unterricht am Krankenbett durchführte, gehörten Carl Friedrich Canstatt (promoviert 1831), Gottfried Eisenmann (Redakteur beim Volksblatt und wie Schönlein und der mit beiden befreundete liberale Würzburger Oberbürgermeister Wilhelm Joseph Behr 1832 politischer Umtriebe verdächtigt), Johann Joseph von Scherer, Rudolf Wagner, 1819/1820 Philipp Jakob Kußmaul (1790–1850, Vater von Adolf Kußmaul), Carl Friedrich von Marcus (ehemals Nachhilfeschüler Schönleins in Bamberg, am Juliusspital Assistent von 1821 bis 1824, später Leutershausener und Aichacher Gerichtsarzt und ab 1832/1833 Schönleins Nachfolger), der spätere Königshofener Gerichtsarzt Carl Medicus (* 1799; von 1822 bis 1825), Joseph Heine, August Siebert, Karl von Pfeufer und Franz von Rinecker sowie Johann Jakob Hergenröther (Sohn von Joseph Hergenröther), Hermann Oettinger und Philipp Franz von Siebold. Weitere Assistenten an der Medizinischen Klinik unter Schönlein waren etwa der spätere Würzburger Armenarzt Johann Baptist Herz (1802–1865), Conrad Heinrich Fuchs (habilitiert 1831), sowie ab 1831 der pathologische Anatom und Vorgänger Rudolf Virchows (Adam) Bernhard Mohr (1809–1849, Sohn eines Würzburger Bankiers, später Professor der Pathologischen Anatomie in Würzburg).
Im Herbst 1832 aus politischen Gründen „im Rahmen einer Demagogenverfolgung“ nach dem Hambacher Fest seiner akademischen Ämter in Würzburg enthoben, flüchtete der liberale Schönlein vor den Nachstellungen der bayerischen Regierung nach Zürich, wo er, statt die vom König angewiesene Position als Kreismedizinalrat Passau in Unterdonaukreis anzutreten, 1833 einen Ruf als Professor für klinische Medizin und Leiter des Krankenhauses an der neugegründeten Universität Zürich annahm. Sein Nachfolger als Direktor der Medizinischen Klinik in Würzburg wurde im Dezember 1832 sein ehemaliger Schüler Marcus, der die Ideen der naturhistorischen Schule in der Tradition Schönleins fortführte und sich im Vergleich zu Schönlein auch stärker für die psychiatrische Abteilung einsetzte.

### Zürich und Berlin
Neben seiner Tätigkeit als Dozent war er auch in den Neubau des Kantonsspitals involviert und Dekan der Medizinischen Fakultät der Universität Zürich. Dort gehörten unter anderen Wilhelm Griesinger und Hermann Lebert zu seinen Schülern, zu seinen Patienten der französische Kaiser Napoleon III. und der Dichter und ab 1836 als Privatdozent der Medizin in Zürich tätige Georg Büchner.
Im Jahr 1839 folgte Schönlein einem Ruf an die Universität Berlin, wo er 1840 an der Inneren Klinik der Berliner Charité tätig und Ordinarius wurde, als Privatarzt tätig war und ab 1842 Leibarzt des preußischen Königs Friedrich Wilhelm IV. wurde. In Berlin war er unter anderem Lehrer von Robert Remak, Ludwig Traube und Rudolf Virchow. Im Jahr 1844 wurde er als Mitglied der Leopoldina gewählt.
Sein Sohn Philipp Schönlein (1834–1856) starb während einer Forschungsreise auf Cape Palmas (heute in Liberia).

### Letzte Jahre in Bamberg
Nach dem Thronverzicht des Königs im Jahr 1858 trat Johann Lukas Schönlein, der seit den 1850er Jahren an einer vergrößerten Schilddrüse litt, 1859 in den Ruhestand und kehrte in seine Heimatstadt Bamberg zurück, wo er sich nun intensiver mit seinen umfangreichen Sammlungen befasste und 1864 in seiner Villa starb.

## Werk
Aufbauend auf den im 19. Jahrhundert nach Deutschland gelangten pathologisch-anatomischen und physikalisch-physiologischen Erkenntnissen der Wiener Schule (etwa Leopold Auenbrugger und Josef von Škoda) und der Pariser Schule (etwa Jean-Nicolas Corvisart und René Laennec) reformierte und modernisierte Schönlein, vom Würzburger Juliusspital ausgehend und weitergeführt von seinen Nachfolgern, grundlegend die deutsche Medizin durch die Einführung naturwissenschaftlicher Methoden statt spekulativer naturphilosophischer Betrachtungsweisen in der Diagnostik auf Basis der pathologischen Anatomie und physikalischen Diagnostik. Hierzu führte er auch eine zur Überprüfung von Diagnosen regelmäßig durchzuführende Obduktion von verstorbenen Patienten ein. Richtungweisend wurde sein 1818/19 verfasstes, in der Universitätsbibliothek Würzburg aufbewahrtes, Manuskript Über den Keuchhusten, in dem er die kausale Analyse auf einer genauen Beschreibung des zeitlichen und räumlichen Krankheitsverlaufes aufbaute. Seit 1826 nutzte er damals neuartige physikalische und chemische Untersuchungsverfahren wie Perkussion und Auskultation sowie Blut- und Urinanalysen. Schönlein war der Erste, der den klinischen Unterricht zur Methode ausgebaut hat.
Folgende Anekdote über ihn ist von dem Berliner Chirurgen und Medizinhistoriker Eugen Holländer (1867–1932) überliefert:
Er „lehrte seinen Studenten im Diagnosefach: Gründlichkeit, Selbstverleugnung und scharfe Beobachtungsgabe. So sollte man sich, wie er spitzbübisch meinte, am Krankenbett nicht mit der Farbprüfung des Urins begnügen. Alle früheren Ärzte hätten den Zuckergehalt mit dem Finger an der Zunge erprobt. Er demonstrierte das, und alle Schüler machten es ihm gehorsam nach. ‘Nun, meine Herren’, ließ sich Schönlein daraufhin vernehmen, ‘Ich beglückwünsche Sie zu Ihrer Gründlichkeit und Selbstverleugnung; leider fehlt es Ihnen aber noch sehr an richtiger Beobachtungsgabe, sonst hätten Sie bemerkt, daß ich meinen Ringfinger in das Harnglas tauchte, aber den Mittelfinger ableckte’!“
Schönlein erkannte die Tuberkulose als eigenständiges Krankheitsbild, Rudolf Virchow war einer seiner Schüler. Schönlein unterschied Typhus abdominalis von Fleckfieber und entdeckte 1839 einen pathogenen, den Erbgrind verursachenden, Hautpilz (Achorion Schoenleinii, heute: Trichophyton schoenleinii). Schönlein, der von 1818 bis zu seiner Amtsenthebung 1831/1832 in Würzburg auch Vorlesungen über die „Lustseuche“ Syphilis hielt, bewertete die Dermatovenerologie als bedeutendes Fach, zumal gerade die Geschlechtskrankheiten ihm als ein Beweis für die Möglichkeit der Einordnung der Krankheiten in ein medizinisch-naturwissenschaftliches System galten. Die Syphilis („Schanker“) und die Gonorrhoe („Tripper“) waren für ihn Modifikationen ein und desselben Krankheitsprozesses. Seinen Plan, ein natürliches bzw. naturhistorisches Krankheitssystem vergleichbar mit der biologischen Nomenklatur zu entwickeln, das auf einem hierarchischen Ordnungssystem basiert, konnte er nicht verwirklichen.
Schönlein prägte die Begriffe Hämophilie und Tuberkulose. Während seiner Zeit in Würzburg entdeckte er die nach ihm benannte „Purpura“. Seine 1837 publizierte Beschreibung der Purpura rheumatica (als „Peliosis rheumatica“), einer Sonderform der allergischen Gefäßerkrankung Purpura anaphylactoides, wurde von einem seiner Schüler und Doktoranden, Friedrich Hopff, 1828 in einer Dissertation erstmals niedergeschrieben. Letztere heißt heute auch Purpura Schönlein-Henoch.
Er hielt unter anderem auch ein Kolleg über Augenkrankheiten und Vorlesungen über Kinderkrankheiten (ab dem Wintersemester 1818/1819) sowie Krankheiten des Nervensystems und der Verdauungsorgane. Die Epilepsie, die er als Neurose (des Genitalien-Systems) kategorisierte, hielt er für meist unheilbar. Zu den Behandlungsmöglichkeiten zählte er die Unterbindung oder Durchschneidung des Nervus sympathicus im Halsbereich.
Ein beachtlicher Teil seiner Forschungstätigkeit beschäftigte sich mit medizinhistorischen Themen, vor allem der Seuchengeschichte. Seine insbesondere dazu angelegte, vor allem epidemiologische Quellen enthaltende und 3479 Bände umfassende Büchersammlung (die „Schönleiniana“) vermachte Schönlein zwei Jahre vor seinem Tod der Würzburger Universität. Einen anderen, ebenfalls Tausende von Bänden umfassenden Teil seiner seuchengeschichtlichen Büchersammlung erhielt die königliche Bücherei in Bamberg, die Schönlein bereits als Gymnasiast regelmäßig genutzt hatte.
Kritik an Schönlein, der Impfversuche mit infektiösem Material einer 1825 von Randersacker ausgegangenen „Blatternepidemie“ (in Frage kommen Windpocken, Kuhpocken und Pocken) an „Klinizisten und anderen Studirenden“ und teils an sich selbst durchführte, übte 1826 der von 1823 bis 1828 in Würzburg praktizierende Arzt Joseph Oegg (1798–1865), da dadurch die Seuche (Pocken) weiter verbreitet worden wäre.
Schönlein ist auch als Paläobotaniker bekannt, wobei er besonders in seiner Zeit in Würzburg im unteren Keuper in Franken sammelte, möglicherweise angeregt durch seinen Jugendfreund, den von ihm 1819 der Universität empfohlenen Professor für Mineralogie und pharmazeutische Chemie in Würzburg Ludwig Rumpf (1793–1862). Schönleins Sammlung ist – soweit noch erhalten – teilweise im Naturkundemuseum Berlin, teilweise in der Sammlung der Universität Würzburg. Er ließ genaue Zeichnungen der fossilen Pflanzen anfertigen (sie wurden postum veröffentlicht mit Text von Joseph August Schenk) und arbeitete mit den Paläobotanikern Adolphe Brongniart und Joseph August Schenk zusammen, denen er Fossilmaterial zur Beschreibung überließ. Abbildungen aus seinem Buch kamen in weitere Standardwerke der Paläobotanik von Wilhelm Philipp Schimper und Albert Charles Sewardn im 19. Jahrhundert. Der fossile Schachtelhalm Neocalamites schoenleinii und der Samenfarn Sphenopteris schoenleiniana sind ihm zu Ehren benannt.

## Ehrungen
- Ernennung zum Ehrenbürger von Würzburg (1830,[52] wobei das Dokument dazu im Herbst 1832 vom Würzburger Stadtrat zurückgefordert wurde[53][54]).
- Medaille auf Johannes Lucas Schoenlein (Zürich 1839) (Abb. aus dem Bestand des DHM)[19]
- In Berlin tragen eine Straße und ein U-Bahnhof seinen Namen[55]
- In Essen, Zürich, Stuttgart und Würzburg ist eine Schönleinstraße nach ihm benannt[19]
- In Bamberg ist der Schönleinsplatz nach ihm benannt. Dort befindet sich eine überlebensgroße Büste Schönleins von Kaspar von Zumbusch
- Gedenktafel an seinem Geburtshaus in Bamberg, Obere Königstraße 7
- Gedenktafel an seinem Wohnhaus Domerschulstraße 13 in Würzburg
- Benennung der Nephrologischen Krankenstation der Medizinischen Universitätsklinik in Würzburg als Station Schönlein
- Aufgrund von Schönleins grundlegenden Erkenntnissen im Bereich der Mykologie ist die Schönlein-Plakette der Deutschsprachigen Mykologischen Gesellschaft nach ihm benannt
- Die Johann-Lukas-Schönlein-Stiftung vergibt in zweijährigem Rhythmus den Johann-Lukas-Schönlein-Preis (1970 gestiftet von der Firma Immuno GmbH, Heidelberg[56])[57]
- Ehrenmitglied der naturforschenden Gesellschaft zu Bamberg

## Schriften
- Von der Hirnmetamorphose: Inauguralabhandlung. F. E. Nitribitt, Universitätsbuchdrucker, Würzburg 1816 (Dissertation; Digitalisat).
- Theses ex universa Medicina. Quas Gratiosi in Inclyta Universitate Herbipolitana Medicorum Ordinis consensu pro Gradu Doctoris in Medicina, Chirurgia et Arte Obstetricia Rite Obtinendo Pubice, Defendet Die XXIV. Februarii MDCCCXVI. Horis Matutinis Consuetis Joannes Lucas Schoenlein, Bambergensis. Würzburg 1816 (Thesenverteidigung Schönleins im Jahre 1816)
- Paul Schrödl (Hrsg.): Unveröffentlichte Briefe von J. L. Schönlein aus den Jahren 1818–1821. In: Bayerisches Ärzteblatt. 1964, S. 145–152, 227–230, 307–314 und 521–525.
- Briefe über das Wundervolle, welches der geistliche Herr Fürst Alexander von Hohenlohe im baierischen Franken öffentlich unternahm. 3. und 4. Lieferung, Mitherausgegeben von Franz Ludwig von Hornthal. 1821.[58]
- Allgemeine und specielle Pathologie und Therapie. Nach J. L. Schönlein’s Vorlesungen. Niedergeschrieben und herausgegeben von einem seiner Zuhörer. 4 Bände. 2. Auflage: C. Etlinger, Würzburg 1832; 3. Auflage: Literatur-Comptoir, Herisau 1837 (Digitalisat); 4. Auflage: Verlags-Comptoir, St. Gallen / Leipzig 1839; 6. Auflage: St. Gallen 1846. Schönlein distanzierte sich 1833 von dieser Veröffentlichung seiner Vorträge.[59]
- Krankheitsfamilie der Typhen. Nach dessen neuesten Vorlesungen niedergeschrieben und herausgegeben von einem seiner Zuhörer. Mann, Zürich 1840.
- Klinische Vorträge in dem Charité-Krankenhause zu Berlin. Redigiert und herausgegeben von Ludwig Güterbock. Veit & Comp, Berlin 1842 (Digitalisat).
- Günter Klemmt: Johann Lukas Schönleins unveröffentlichtes Vorlesungsmanuskript über den „Keichhusten“ (= Abhandlungen zur Geschichte der Medizin und der Naturwissenschaften. Band 53). Matthiesen, Husum 1986, ISBN 3-7868-4053-9.
- Abbildungen von fossilen Pflanzen aus dem Keuper Frankens. Mit erläuterndem Texte nach dessen Tode herausgegeben von August Schenk. Kreidel, Wiesbaden 1865 (Digitalisat in der Google-Buchsuche).